# PowerStack
PowerStack ist Motorolas Implementierung der von Apple, IBM und Motorola (AIM-Allianz) entwickelten Referenzplattform für die damals neuen PowerPC-CPUs. Der PowerStack besteht aus einem kompakten schwarzen Basisgehäuse, das einen Workstation-Computer mit 3,5"-Diskettenlaufwerk, CD-ROM-Laufwerk, Festplatte und Multimediafähigkeiten beinhaltet. Erweiterungsgehäuse (beispielsweise für weitere Festplatten) können auf das Computergehäuse aufgestapelt werden (Stack = engl. für Stapel).

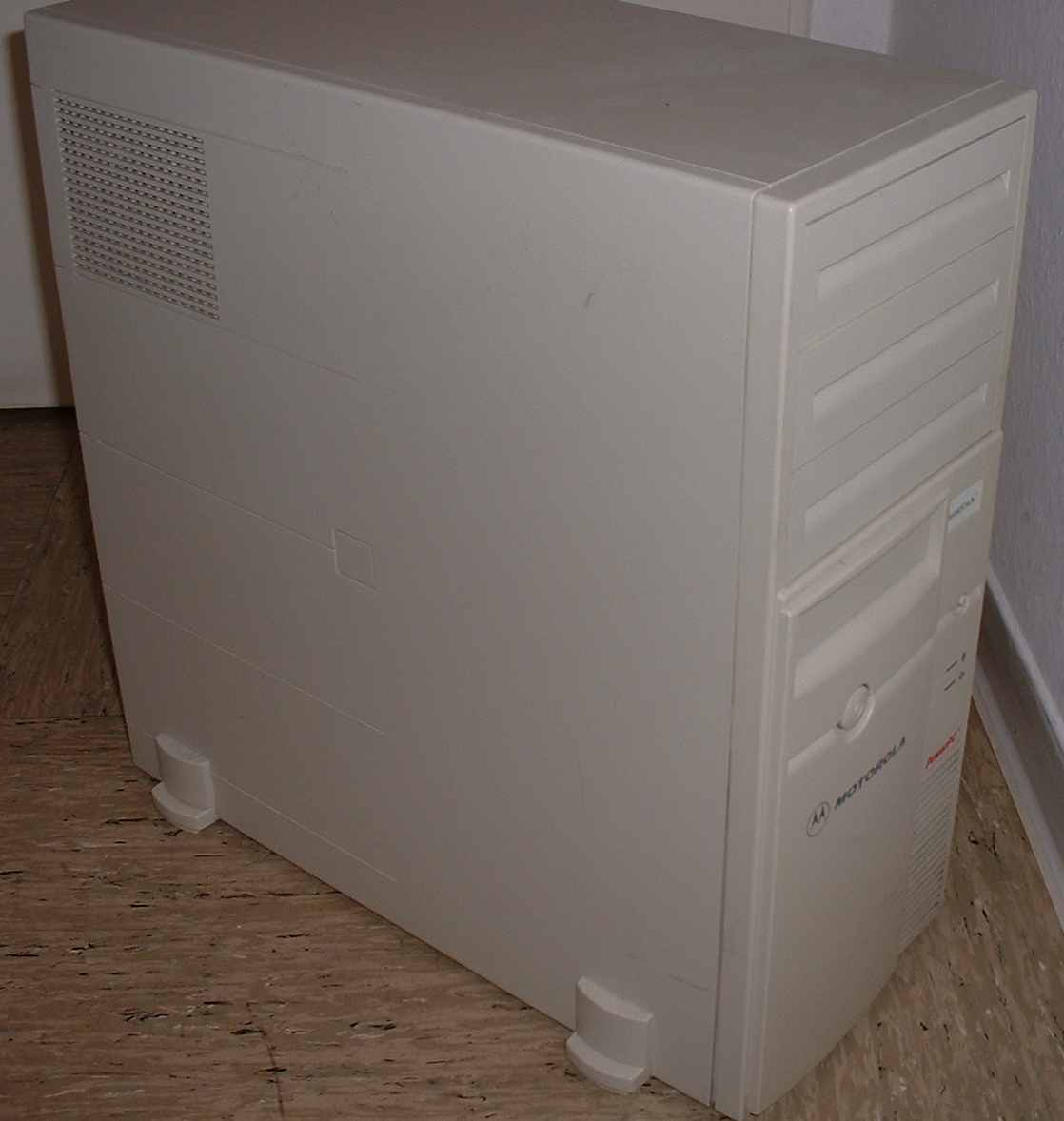
Motorola Powerstack II (Openfirmware, PReP, 300 MHz)

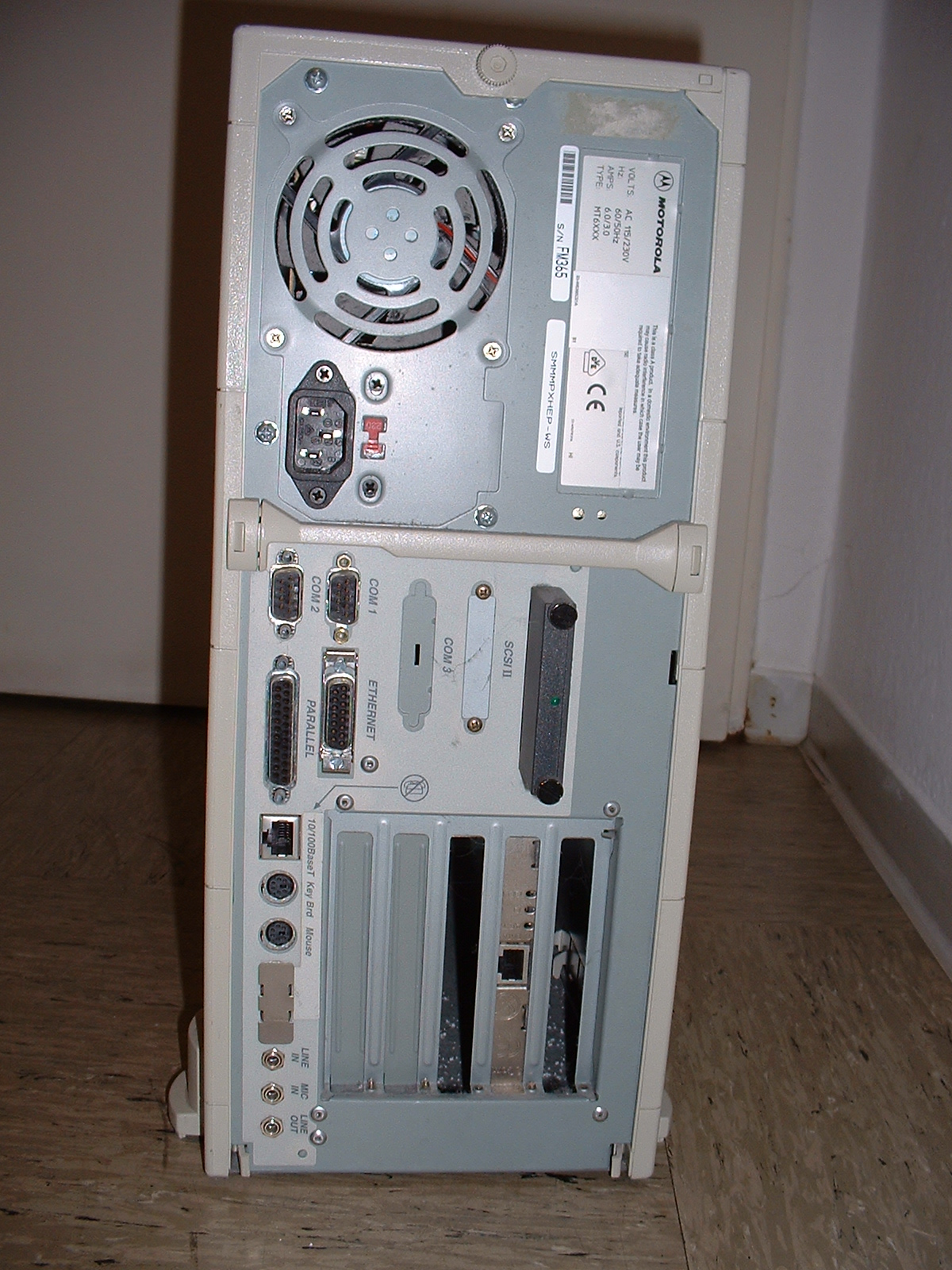
Motorola Powerstack II (Openfirmware, PReP, 300 MHz)

PowerStacks gab es in verschiedenen Ausführungen. Die ersten Modelle waren mit einem PPC601-Prozessor bei 66 MHz ausgestattet und entsprachen dem Prep-Standard. Spätere Modelle mit einem PPC604e mit bis zu 300 MHz weichen insofern von diesem Standard ab, als sie eine OpenFirmware enthalten, jedoch trotzdem noch Prep- und nicht CHRP-kompatibel sind. Des Weiteren wurde bei diesen Modellen auf ein üblicheres Gehäuse zurückgegriffen. Diese verfügen über Schächte für ein 3½″-Diskettenlaufwerk (1,44-MByte Kapazität) und drei optische 5¼″-Laufwerke und sind in einem klassischen hellen Farbton gehalten.
Powerstacks wurden mit IBMs AIX oder Microsofts Windows NT als Betriebssystem ausgeliefert. Linux unterstützt Powerstack-PreP bzw. CHRP-Varianten seit Mitte der 1990er.